# Doto floridicola
Doto floridicola is een slakkensoort uit de familie van de Dotidae. De wetenschappelijke naam van de soort is voor het eerst geldig gepubliceerd in 1888 door Simroth.